# 諏訪頼重 (戦国時代)

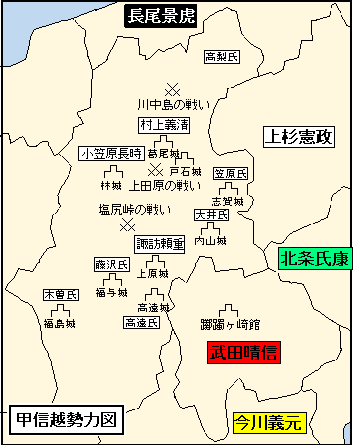

諏訪 頼重（すわ よりしげ）は、戦国時代の武将。信濃国の戦国大名。諏訪氏の第19代当主。諏訪大社大祝（おおほうり）。上原城城主。諏訪頼隆の子。武田勝頼の外祖父にあたる。信濃四大将のひとり。

## 生涯

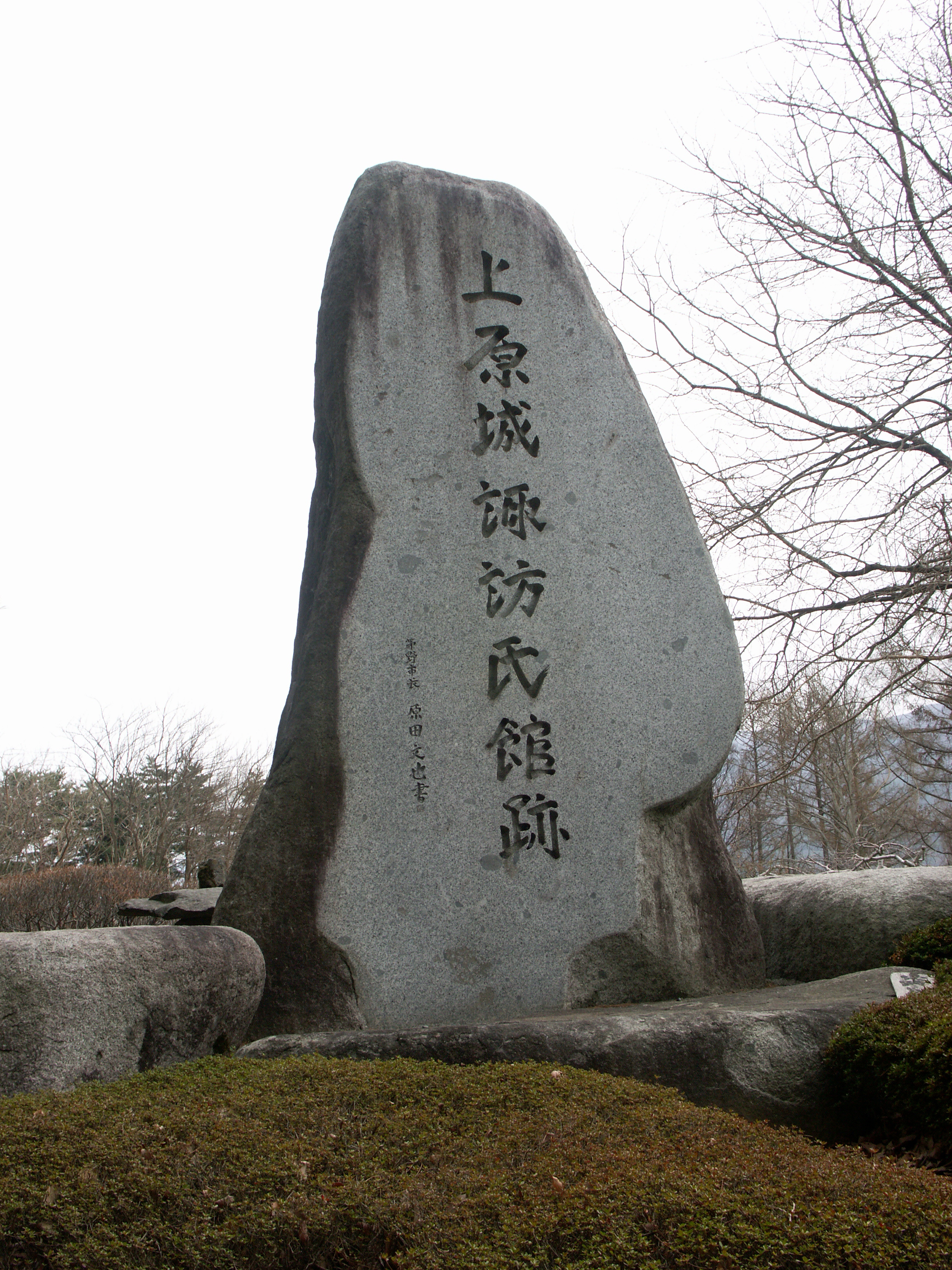
上原城居館跡の石碑

永正13年（1516年）、諏訪頼隆の嫡男として生まれる。幼少時には大祝を務めた。のちに大祝職は弟の諏訪頼高に譲っている。
享禄3年4月18日（1530年5月15日）、父の頼隆が死去したので、頼重は祖父の頼満から嫡孫として後継者に指名された。
天文8年（1539年）12月9日、頼満が死去したので、諏訪家の家督を継ぐ。
諏訪氏は頼満・頼隆の頃に甲斐の武田氏と抗争し、反武田氏の国人衆と結び甲斐国内へ侵攻していたが、天文4年（1535年）に信虎と頼満は和睦し、天文9年（1540年）11月、武田信虎の三女・禰々を娶り、武田家と婚姻関係を結んでいた。
天文11年（1542年）、嫡男・寅王が生まれている。
天文10年（1541年）5月13日、信虎・村上義清らと連携して小県郡に侵攻し海野氏一族と戦い、5月23日には海野平の戦いで海野棟綱を破り上野国へ追放している。
同年6月、甲斐では武田信虎が駿河へ追放され、嫡男武田晴信（信玄）が国主となった。晴信は信濃侵攻を本格化させ、諏訪郡への侵攻を開始する。
6月、晴信は諏訪惣領を志向する伊那郡の高遠頼継ら反諏訪勢と手を結び、諏訪郡への侵攻を行い、上原城を攻めた。
7月、頼重は桑原城で降伏した後、弟の頼高と共に武田氏の本拠である甲府に連行された。
同月20日、東光寺で自刃した。頼高も自刃し、諏訪惣領家は滅亡した。
武田氏は信濃支配において一族に信濃諸族の名跡を継承させ懐柔を行う方策を取っており、諏訪氏においても信玄の四男で諏訪御料人との間に生まれた勝頼が諏訪姓を名乗り名跡を継いでいるが、これは名目的なものであると考えられており、系図類では歴代に数えられていない。大祝職は叔父・諏訪満隣の家系が継承し、満隣の子孫は近世に中興され大名となっている。

## 辞世の句
次の辞世の歌を残したと伝わる。
「おのつから　かれはてにけり　草のはの　主あらはこそ　又もむすはめ」

## 登場作品

### 映画
- 風林火山（1969年、東宝） - 演：平田昭彦

### NHK大河ドラマ
- 天と地と（1969年） - 演：岡田英次
- 武田信玄（1988年） - 演：坂東八十助
- 風林火山（2007年） - 演：小日向文世

### 民放
- 武田信玄（1991年、TBS） - 演：野村宏伸
- 風林火山（1992年、日本テレビ） - 演：横内正
- 風林火山（2006年、テレビ朝日） - 演：勝野洋